# 秋祭り

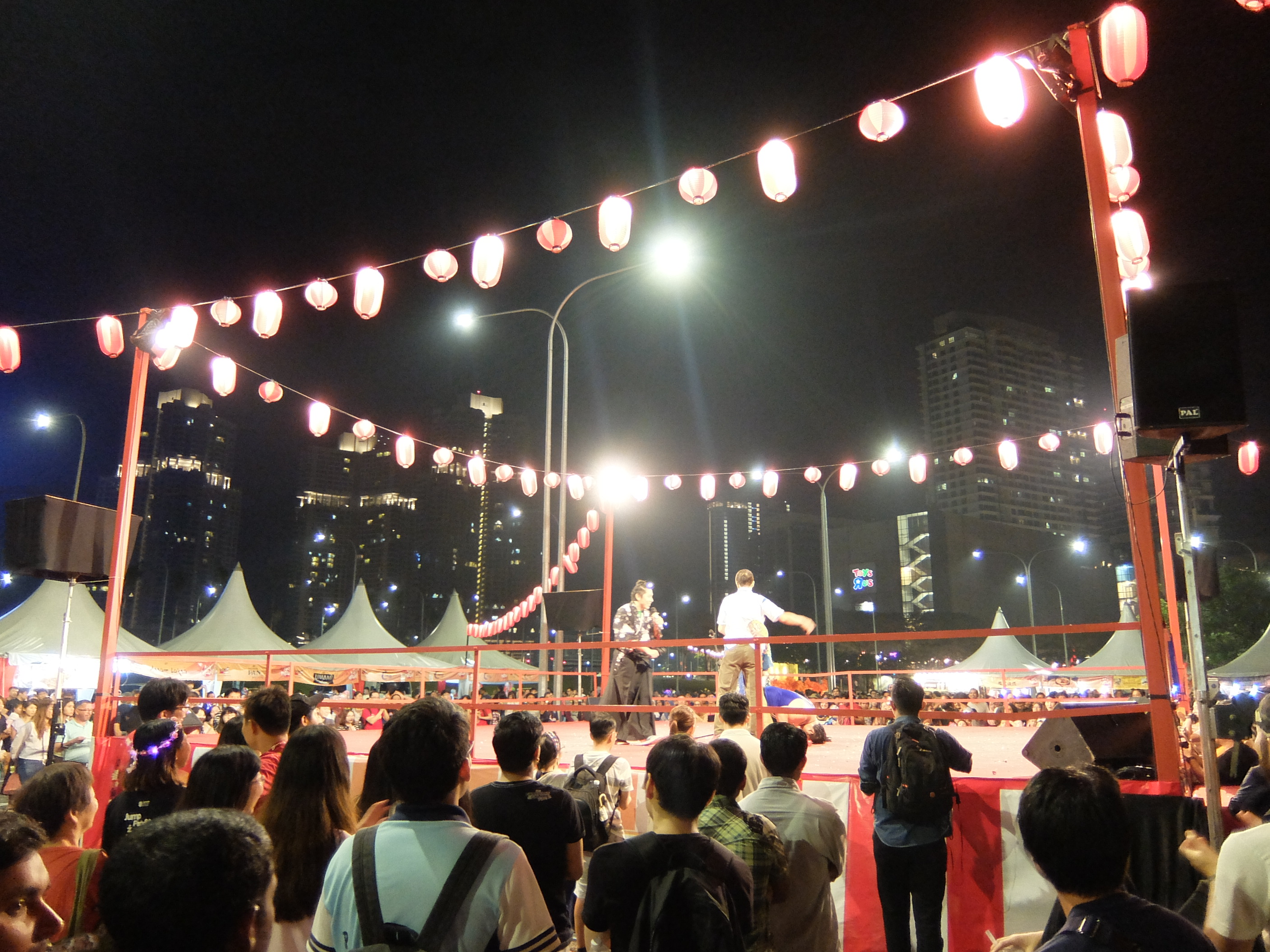
秋祭り

秋祭り（あきまつり）とは、秋に行われる祭りの総称。主に農村地帯において収穫を感謝する祭りである。
2月の祈年祭を春祭り、11月の新嘗祭を秋祭りとする場合もある。

## 概要

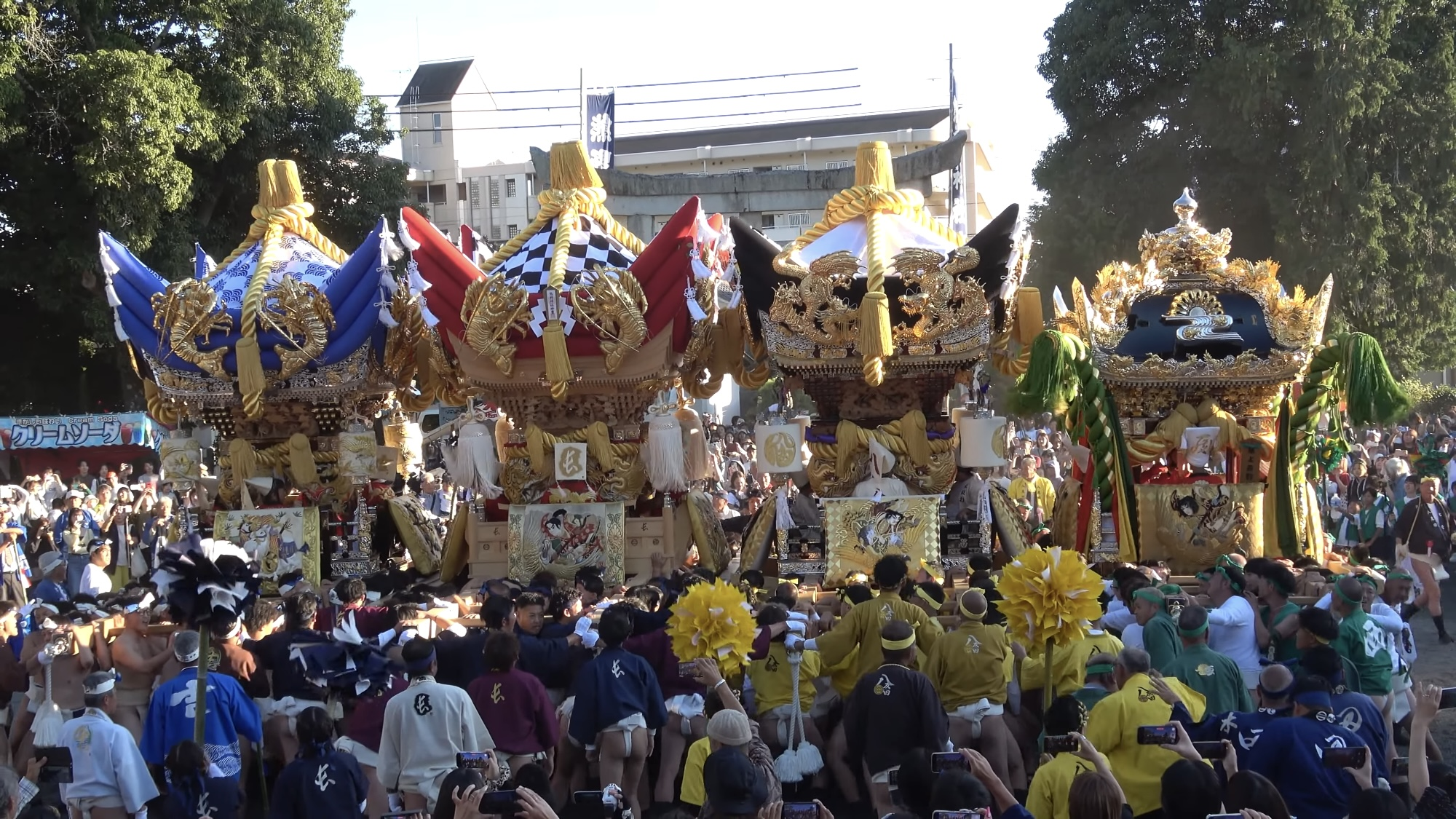
熊野神社秋祭り
（兵庫県福崎町）

そもそも秋は｢実りの秋｣と言われる程穀物や果物などの収穫がある季節であり､秋の豊作に感謝した農民が｢田の神をもてなす｣ことを目的に農村部で音楽や踊りを披露したのが秋祭りの発祥である｡秋の代表的なお祭りには京都府で開催される北野天満宮ずいき祭り､宮崎県で開催される神話の高千穂夜神楽まつり､兵庫県で開催される播州の秋祭り、伊勢神宮ほか各地で開催される新嘗祭などがある｡